# Virginie Ujlaky
Virginie Újlaki (Neuilly-sur-Seine, 13 febbraio 1984) è una schermitrice ungherese naturalizzata francese, specialista nel fioretto.

## Palmarès
In carriera ha conseguito i seguenti risultati:
- Europei di scherma

per l' Ungheria
2007 - Gand: oro nel fioretto a squadre.
2008 - Kiev: argento nel fioretto a squadre.
per la  Francia
2009 - Plovdiv: bronzo nel fioretto a squadre.